# AmigaOne

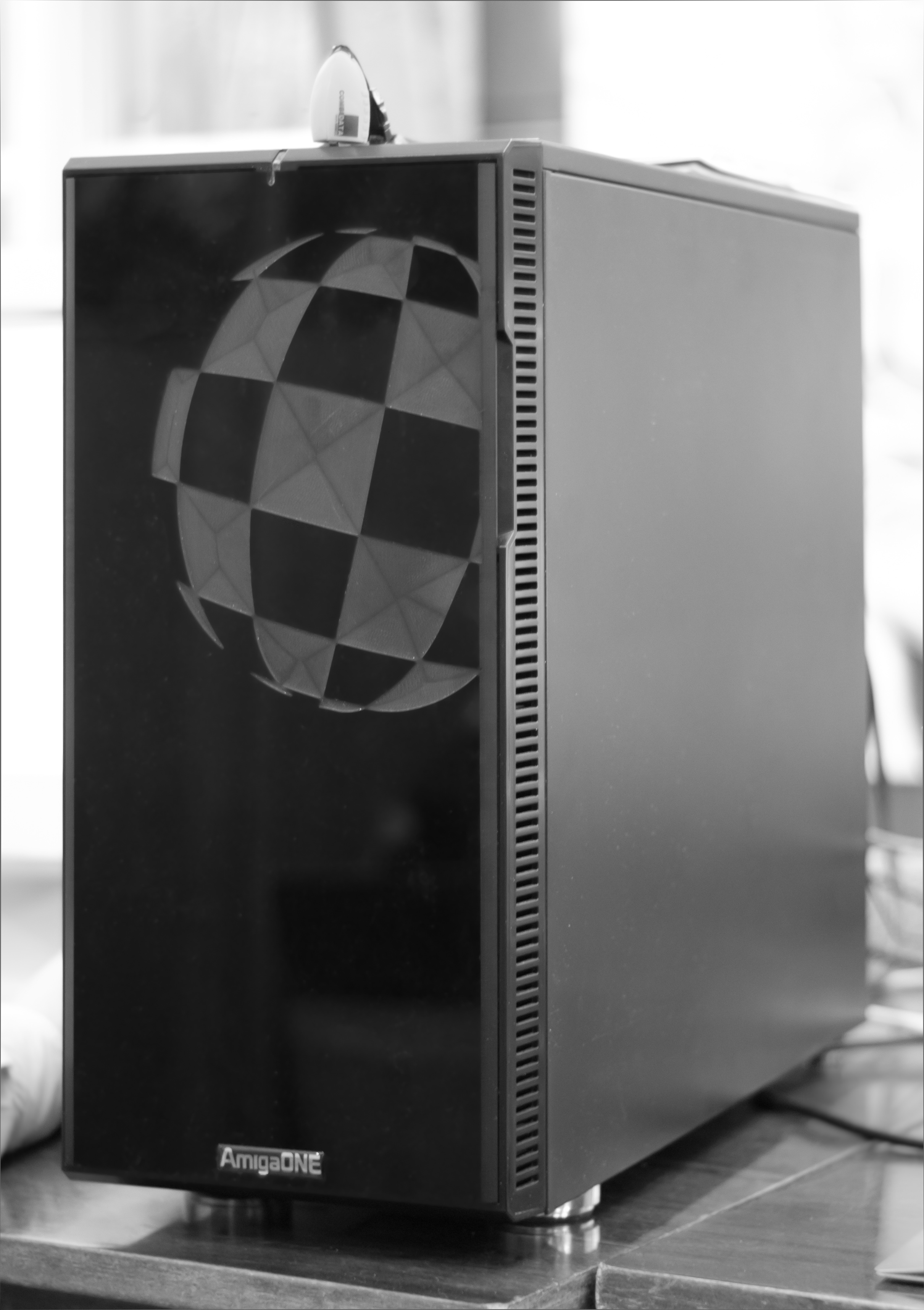
AmigaOne X1000

AmigaOne es el nombre de varias plataformas de ordenadores basadas en placas para CPU PowerPC y pensados para ejecutar AmigaOS versión 4.0 y posteriores (desarrollado por Hyperion Entertainment), también son compatibles con Linux. La primera generación fue producida por Eyetech (2002-2005) y los modelos actuales por Acube (AmigaOne 500) y A-Eon (AmigaOne X1000).

## Primera generación de AmigaOne (2002-2005)
Los primeros AmigaOne fabricados por Eyetech usaban placas base de la serie Teron basadas en el chipset Articia nortbridge, ambas diseñadas por MAi Logic inc, una compañía norteamericana-taiwanesa de circuitos integrados.
Cuando las placas AmigaOne estaban disponibles, OS 4 no estaba listo y fueron suministradas con varias distribuciones Linux. Desde abril de 2004 las placas son distribuidas con una versión "previa para desarrolladores" (developer prerelease) del AmigaOS 4 y los propietarios estaban autorizados a las actualizaciones subsiguientes para mantener el equipo actualizado hasta la llegada de la versión final, 4.0, en diciembre de 2006 (cuando ya habían dejado de fabricarse los AmigaOne).
Entre 2002 y 2004 se lanzaron tres modelos:
- AmigaOne SE (2002): Teron CX, con un PPC750 a 600Mhz. Placa base formato ATX.
- AmigaOne XE (2003): Teron GX, con zócalo de CPU MegArray incompatible con Mac, habitualmente con un G3 a 800Mhz o un G4 a 800/933Mhz. Placa base formato ATX.
- MicroA1-C (2004): mini Teron, con G3 PPC750FX o GX a 800Mhz. Placa base formato mini-ITX

## Modelos actuales
Tras la quiebra de MAI Logic Inc, Eyetech se quedó sin suministro para poder continuar la producción y fue cancelado el que iba a ser cuarto equipo de la serie (MicroA1-I). Por tanto, pasó a ser difícil obtener un AmigaOne.

### Modelos no oficiales
Posteriormente, otros fabricantes lanzaron placas base con CPU PowerPC en las que también se puede instalar AmigaOS 4.1: Pegasos2 de Genesi (soporte AmigaOS 4 desde enero de 2009), ya descatalogado y Sam440ep y Sam460ex de ACube Systems Srl (soporte desde octubre de 2008), aun en fabricación.

### AmigaOne X1000

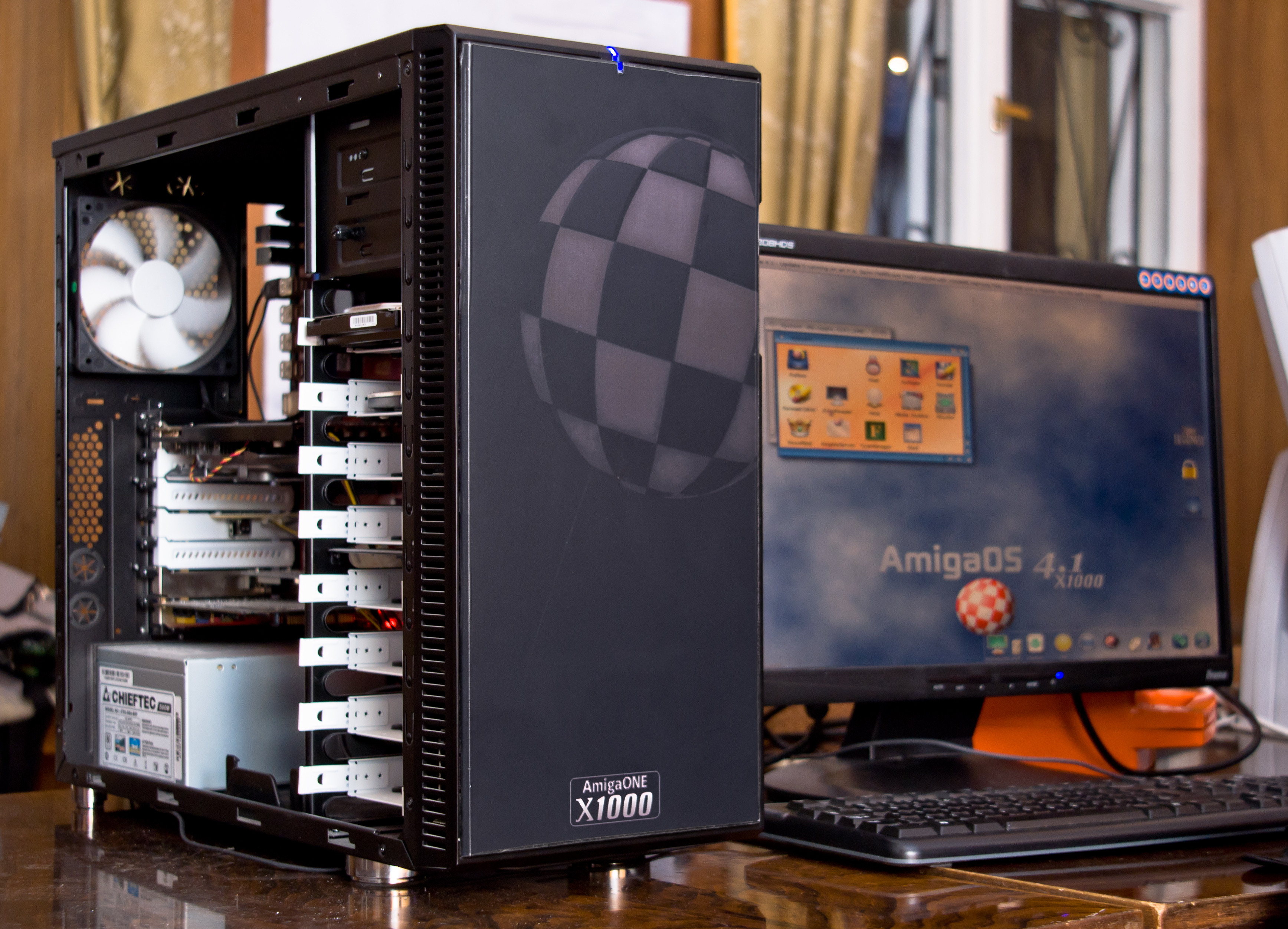
AmigaOne X1000 running AmigaOS 4.1

La empresa A-EON anunció en enero de 2010 el futuro AmigaOne X1000, con CPU PowerPC doble núcleo 64-bits P.A. Semi PWRficient PA6T-1682M   y coprocesadores XMOS XCore.
A-EOn tiene acuerdos con las empresas Hyperion, Varisys y AmigaKit
Se anunció que la producción comenzaría en verano de 2010, pero fue retrasado, inicialmente al menos a finales de 2010, y de nuevo a 2011. Se esperaba estuviera disponible a finales de 2011, aunque finalmente fue retrasado otra vez. A finales de enero de 2012 A-EON anunció que empezaban a mandarse a los clientes las primeras remesas de unidades (al que llamaron lote "First Contact"). Dejó de fabricarse en 2015 por la escasez de CPU PA6T.

### AmigaOne 500
Acube Systems anunció en octubre de 2011  un ordenador basado en su placa Sam460ex con el nombre AmigaOne 500 , que empezó a venderse poco después.

### AmigaOne X3500 y X5000
En enero de 2014 , A-EON anunció que estaban en desarrollo los nuevos modelos X3500 y X5000, basados en CPUs Freescale QorIQ series P3 y P5..
Las ventas del X5000/20 comenzaron en octubre de 2016  con CPU QorlIQ P5020.